# Eurydice rotundicauda
Eurydice rotundicauda is een pissebed uit de familie Cirolanidae. De wetenschappelijke naam van de soort is voor het eerst geldig gepubliceerd in 1906 door Norman.